# Monumenta Germaniae Historica
Les Monumenta Germaniæ Historica (abrégé en MGH), ou plus précisément les Monumenta Germaniæ Historica (Deutsches Institut für Erforschung des Mittelalters ; Institut allemand pour l'étude du Moyen Âge), sont un institut de recherche sur le Moyen Âge, fondé par le baron vom Stein en 1819. Cet institut est installé à Munich depuis 1949.
L'expression latine Monumenta Germaniæ Historica désigne surtout l'imposante collection de sources écrites de l'Antiquité tardive et du Moyen Âge éditée par cet institut. Le premier responsable de la collection fut Georg Heinrich Pertz de 1823 à 1874. L'institut édite aussi une revue spécialisée en histoire médiévale, le Deutsches Archiv für Erforschung des Mittelalters (DA).
Avec près de 300 volumes, les MGH constituent l'édition de référence pour une part importante des textes du Haut Moyen Âge occidental, et un symbole de l'érudition allemande.

## Fondation

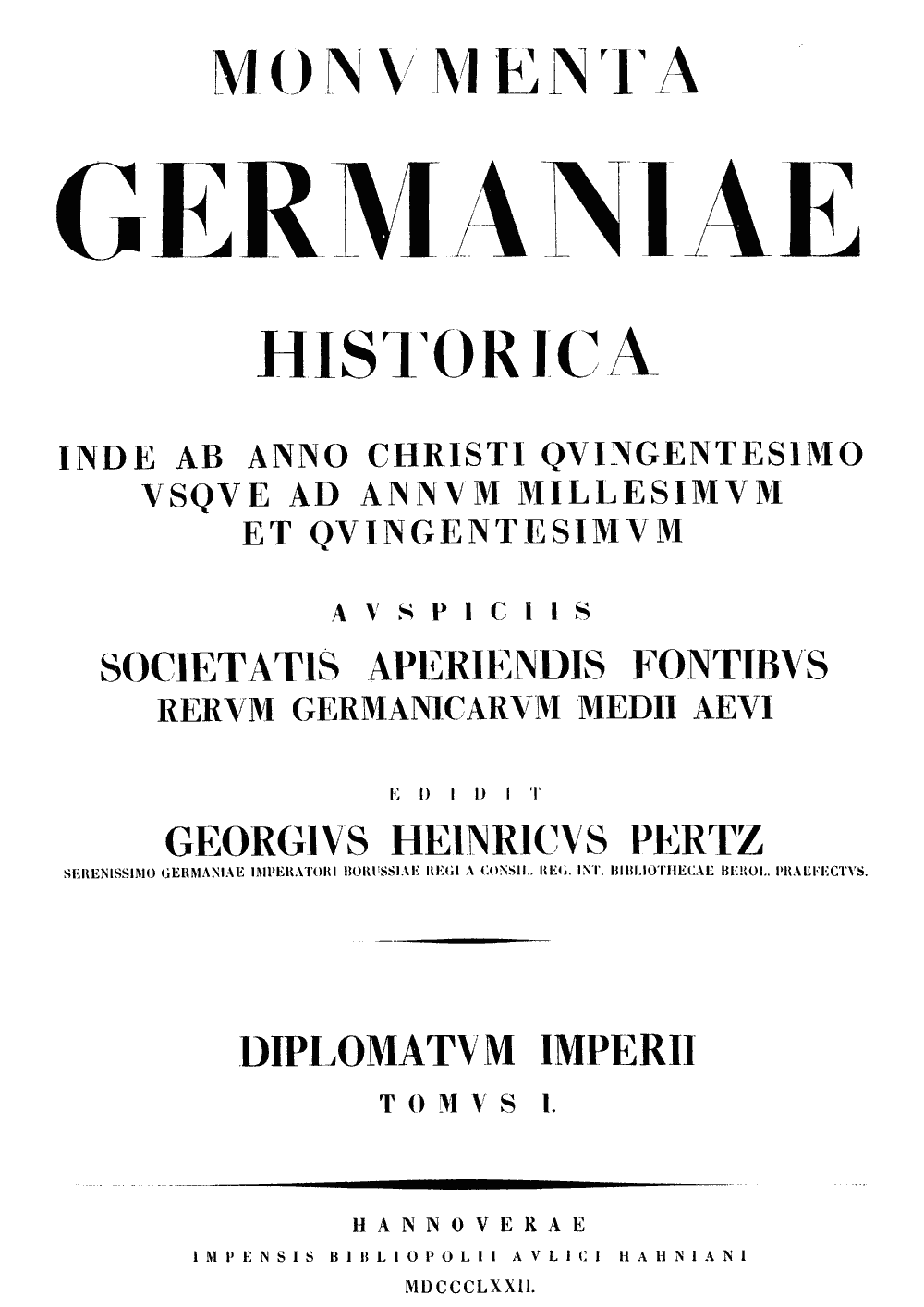
Recueil du Diplomatum Imperii publié en 1872 à Hanovre.

Les Monumenta Germaniæ Historica ont été fondés dans le contexte du nationalisme romantique allemand, comme en témoigne sa devise Sanctus amor patriae dat animum : Que l'amour sacré de la patrie donne courage

## Séries
La collection est organisée en cinq séries principales et trente-trois sous-séries :

### Scriptores
- 1. Auctores antiquissimi (M.G.H.A.A.) : 15 volumes in-quarto (1877 et 1919) sous la dir. de Theodor Mommsen, rééd. en 1961.
- 2. Scriptores rerum Merovingicarum (M.G.H.S.R.M.)
- 3. Scriptores rerum Langobardicarum et Italicarum
- 4. Gesta pontificum Romanorum
- 5. Scriptores (in Folio)
- 6. Scriptores rerum Germanicarum, Nova series
- 7. Scriptores rerum Germanicarum in usum scholarum separatim editi
- 8. Deutsche Chroniken
- 9. Libelli de lite imperatorum et pontificum
- 10. Staatsschriften des späteren Mittelalters

### Leges
- 1. Leges (in Folio)
- 2. Leges nationum Germanicarum
- 3. Capitularia regum Francorum
- 3a. Capitularia regum Francorum, Nova series
- 4. Concilia
  - Capitula episcoporum
  - Ordines de celebrando concilio
- 5. Constitutiones et acta publica imperatorum et regum
- 6. Formulae Merowingici et Karolini aevi
- 7. Fontes iuris Germanici antiqui, Nova series
- 8. Fontes iuris Germanici antiqui in usum scholarum separatim editi

### Diplomata
- 1. Diplomata (in Folio)
  - Die Urkunden der Merowinger
- 2. Die Urkunden der Karolinger
  - Die Urkunden der burgundischen Rudolfinger
- 3. Die Urkunden der deutschen Karolinger
- 4. Die Urkunden der deutschen Könige und Kaiser
- 5. Laienfürsten- und Dynastenurkunden der Kaiserzeit
- 6. Die Urkunden der Lateinischen Könige von Jerusalem

### Epistolae
M.G.H.Ep. = Monumenta Germaniae historica. Epistolae
- 1. Epistolae (in Quart)
- 2. Die Briefe der deutschen Kaiserzeit
- 2a. Briefe des späteren Mittelalters
- 3. Epistolae saeculi XIII e regestis pontificum Romanorum selectae
- 4. Epistolae selectae

### Antiquitates
- 1. Poetae Latini medii aevi
- 2. Necrologia Germaniae
- 3. Libri memoriales
- 4. Libri memoriales et Necrologia, Nova series

### Autres sous-séries

#### Weitere Reihen
- Quellen zur Geistesgeschichte des Mittelalters
- Deutsches Mittelalter. Kritische Studientexte
- Hebräische Texte aus dem mittelalterlichen Deutschland
- Indices
- Hilfsmittel
- Schriften der Monumenta Germaniae Historica
- Studien und Texte
- Die Monumenta Germaniae Historica auf CD-ROM (eMGH)
- Zur Geschichte der Monumenta Germaniae Historica

#### Zeitschriften
- Archiv der Gesellschaft für ältere deutsche Geschichtskunde
- Neues Archiv der Gesellschaft für ältere deutsche Geschichtskunde
- Deutsches Archiv für Geschichte des Mittelalters
- Deutsches Archiv für Erforschung des Mittelalters